# Missing Link (band)
The Missing Link was een Duitse popband uit Mönchengladbach.

## Bezetting
- Bernd Barano[2]
- Dieter Barano[3]
- Dietmar Delissen[4]
- Henry Barano[5]
- Marlene Pfeiffer[6]
- Ralf Rombach[7]

## Geschiedenis
De band werd opgericht in 1985 door Bernd Barano. Ze plaatste zich weliswaar nooit in de Duitse singlehitlijst, maar kon echter grote successen boeken op de radio. In het bijzonder in het door Wolfgang Roth gepresenteerde WDR 1-hitparadeprogramma Schlagerralley waren ze succesvol. Met de song Together Forever lukte het de band om twee keer achter elkaar stijger van de week te worden en uiteindelijk de nummer 1 te worden van het programma. Met Claim of Love bereikte de band de 4e plaats van de jaaranalyse van 1988 en was 24 weken lang geklasseerd. De song Give It bereikte daar meermaals de toppositie. Van hun lp World of Fantasy werden 235.000 exemplaren verkocht.

## Discografie

### Singles
- 1987: Together Forever
- 1988: Claim of Love
- 1989: Give It
- 1989: Children’s Eyes
- 1990: Save Me

### Albums
- 1988: World of Fantasy